# Ten svetr si nesvlíkej
Ten svetr si nesvlíkej je česká filmová komedie z roku 1980 natočená režisérem Zdeňkem Míkou. Film vznikl podle divadelní hry Blanky Jiráskové Domov v havárii, která byla v 70. a 80. letech zařazena do repertoáru Divadla na Vinohradech.

## Děj
Film pojednává o pražské rodině Novákových žijících v malém bytě. Hlavní postavou příběhu je pedantský otec Karel (Petr Nárožný), který má rád pořádek a kázeň. V domácnosti má všechno řád, který musí manželka Věra (Iva Janžurová) i dcera Míša (Zuzana Bydžovská) respektovat. Kvůli potížím s ploténkami je poslán do lázní, což nese velmi nelibě. Zvlášť ve chvíli, kdy přijde babička Dana (Stella Zázvorková) s informací, že Míšu viděla s cizím chlapcem v metru. Nedlouho po jeho odjezdu přijde mu domů dopis, který prozrazuje, že má nemanželské dítě, které bylo odebráno matce a bylo hospitalizováno v jedné z pražských nemocnic. Do situace se okamžitě vloží babička, která společně s dědečkem (Zdeněk Řehoř) začne organizovat stěhování dcery a vnučky z bytu.
Otec Karel ani v lázních nepolevuje s pedantským hlídáním své rodiny, denně telefonuje domů a ve zmatku mylně usuzuje, že dítě, o kterém se během telefonátů mluví, čeká jeho dcera Míša. Až po několika dnech se zjistí, že dopis dostali Novákovi omylem, vzhledem k tomu, jak často se u nás příjmení Novák objevuje. Rodina tak ve spěchu stěhuje všechny věci zpět do bytu. Právě v tu dobu je Karel, který se kvůli telefonátům několikrát vrátil na pokoj až po večerce, předčasně poslán z lázní domů. Spolu s ním musí odjet i jeho spolubydlící (Jiří Krampol), který si na pokoj přivedl dámskou návštěvu (Valérie Zawadská). Karel předčasně přijíždí domů, zrovna ve chvíli, kdy rodina stěhuje věci do bytu a je tu přítomný i Míšin přítel Tomáš (Miroslav Vladyka), kterého dcera matce už předtím představila. Až v tu chvíli vychází najevo, že Míša žádné dítě nečeká a jednalo se o nedorozumění.

## Obsazení
| Petr Nárožný        | Karel Novák, otec                |
| Iva Janžurová       | Věra Nováková, matka             |
| Zuzana Bydžovská    | Míša Nováková, dcera             |
| Miroslav Vladyka    | Tomáš Vostrý, přítel Míši        |
| Stella Zázvorková   | babička Dana                     |
| Zdeněk Řehoř        | dědeček Milouš                   |
| Karolina Slunéčková | Alena, kolegyně a kamarádka Věry |
| Jiří Krampol        | Karlův spolubydlící v lázních    |
| Božena Böhmová      | Bartáková, sousedka              |
| Lída Roubíková      | recepční v lázeňském hotelu      |
| Regina Rázlová      | lázeňská lékařka                 |
| Marie Marešová      | zdravotní sestra v lázních       |
| František Hanus     | Ruda, přítel Dany                |
| Bohuslav Čáp        | Standa, přítel Dany              |
| Valérie Zawadská    | Jitka                            |